# Ur Draugr
Ur Draugr ist eine australische Extreme- und Progressive-Death-Metal-Band aus Perth, die 2014 gegründet wurde.

## Geschichte
Die Band wurde im Jahr 2014 gegründet. Ihre Besetzung besteht aus dem Gitarristen Dean Lockhart, dem Schlagzeuger Daniel Ryan „Maelstrom“ Grainger und dem Sänger, Gitarristen und Bassisten Drew Griffiths. Nach der 2015 vorgenommenen Veröffentlichung der EP The Wretched Ascetic, erschien im selben Jahr über Aeternitas Tenebrarum Musicae Fundamentum das Debütalbum With Hunger Undying. Im folgenden Jahr schloss sich bei demselben Label eine Split-Veröffentlichung mit Haar an.

## Stil
Auf Prog Archives wird die Musik als Mischung aus extremem Death- und Black-Metal bezeichnet, die Einflüsse von Opeth und Enslaved aufweise, während Brian Giffin sie in seiner Encyclopedia of Australian Heavy Metal als avantgardistischen Black Metal beschreibt. Christoph von Metal.de schrieb in seiner Rezension zu The Wretched Ascetic, dass hierauf ein Mix aus Black- und Death-Metal zu hören ist, der mit „vertrackten, aber funktionierenden Strukturen“ versehen worden sei. Der Gesang bestehe aus „brutalem Gebrüll“. Stephan Rajchl von metal1.info meinte zu With Hunger Undying, dass darauf „eine interessante Mischung aus Death, Black und Doom Metal mit einigen progressiven Ansätzen“ enthalten ist. In den Songs würden ungewöhnliche Melodien und ein einzigartiges Textkonzept verarbeitet, jedoch seien sie nur wenig einprägsam. Die verwendeten Growls würden stark an Mikael Åkerfeldt erinnern, die von für Black Metal typischen Screams unterbrochen würden. Der Gesang bleibe jedoch meist unverständlich. Die Gitarre werde überwiegend im Tremolo-Stil gespielt und habe einen unheilverkündenden Klang. Die Doom-Metal-Passagen seien meist melodiös, jedoch gleichsam bedrohlich.

## Diskografie
- 2015: The Wretched Ascetic (EP, Eigenveröffentlichung)
- 2015: With Hunger Undying (Album, Aeternitas Tenebrarum Musicae Fundamentum)
- 2016: Ur Draugr / Haar (Split mit Haar, Aeternitas Tenebrarum Musicae Fundamentum)